# Koninklijke Wandel Bond Nederland
De Koninklijke Wandel Bond Nederland (KWBN) is een Nederlandse sportbond voor beoefenaars van de wandelsport. De KWBN is ontstaan op 1 januari 2015 uit een fusie van de Nederlandse Wandelsport Bond (NWB) en de Koninklijke Nederlandse Bond voor Lichamelijke Opvoeding (KNBLO-NL). De NWB overkoepelde tot dat moment acht zelfstandige regionale wandelsportbonden.
De Sticht-Gooise Wandelsport Bond (SGWB) ging niet mee in de fusie, maar koos voor voortzetting van een zelfstandig bestaan. Met honderdduizend leden is de KWBN een grote sportbond binnen de NOC*NSF. Met de fusie uit 2015 werd een van de laatste gevallen van verzuiling en versplintering in de Nederlandse sportwereld opgeheven.

## Ledenaantallen
Hieronder de ontwikkeling van het ledenaantal en het aantal verenigingen:
| Jaar | Ledenaantal | Verenigingen |
| ---- | ----------- | ------------ |
| 2019 |             | 1.106        |
| 2018 |             | 1.140        |
| 2017 | 94.155      | 1.067        |
| 2016 | 96.751      | 1.058        |
| 2015 | 105.948     | 1.107        |